# Élixir de Garus
L'élixir de Garus est un remède dont la formule a été mise au point au XVIIe siècle par Joseph Garus (orthographié aussi Garrus), d'après une recette de Paracelse.
L'élixir en question était composé principalement de myrrhe, de safran, de cannelle de Ceylan, de clous de girofle, de muscade et d'aloès de l'île de Socotra. Garus l'employa pour supposément guérir un très grand nombre de maux à la cour du Roi puis de manière posthume une autorisation de vente en 1723 fut accordée à sa veuve, suivie d'un brevet de confirmation en 1727, la formule étant depuis changée maintes fois par divers apothicaires. Nombre de pharmaciens estimaient que la formule de Garus s'inspirait non seulement de « l'élixir de propriété » de Paracelse mais de nombreuses autres formulations remontant jusqu'à la période romaine antique comme les « pilules de Rufus d'Ephèse », du IIe siècle,. Panacée au XVIIIe et XIXe siècles ce remède connut une grande vogue en Angleterre comme en France. Il est cité dans les dictionnaires et encyclopédies médicales depuis Moïse Charas.

## Composition
Il existe plusieurs recettes à base de macérats, comme à l'origine, mais aussi à base de distillats comme la suivante, révisée et datant de 1868 : « Elixir de Garus, par esprits simples (demi-fin et fin). ».  
|                             | Demi-fin   | Fin        |
| --------------------------- | ---------- | ---------- |
| Esprit d'aloès succotrin.   | 2 décilit. | 3 décilit. |
| Esprit de myrrhe            | 2          | 3          |
| Esprit de safran            | 2          | 3          |
| Esprit de cannelle de Chine | 2          | 3          |
| Esprit de muscade. ...      | 1          | 2          |
| Esprit de girofle           | 1          | 2          |
| Eau de fleurs d'oranger     | 2          | 4 litres.  |
| Alcool à 85° C              | 4 lit.6    | 4 1it.4    |
| Sucre                       | 5 kil.     | 2 kil.7    |

On colore avec le caramel, le safran, etc. On retire 20 litres